# Лука Сплит
Лука Сплит је лука у средњодалматинском граду Сплиту. Првобитно је била трговачка станица коју су првобитно основали грчки досељеници са острва Виса, а потом су је преузели Римљани. Напредовала је кроз средњи век, али је претрпела пад у касном 18. и раном 19. веку када је лука Ријека преузела улогу примарног трговачког и поморског испостава у региону. Пад се такође приписује пропадању Османског царства, традиционалног тржишта за сплитску луку и растућој доминацији Аустријског царства.
Од 2017. године је највећа путничка лука у Хрватској и на Јадрану и једанаеста највећа лука на Медитерану, са годишњим обимом путника од приближно пет милиона. До 2010. године је бележила 18.000 упловљавања бродова сваке године. Луком управља Лучка управа Сплит. Крајем 2000-их, управа и лучки оператери, Трајектна Лука Сплит дд и Лука дд Сплит, почели су са имплементацијом плана улагања у циљу повећања обима путничког и теретног саобраћаја који би требало да буде завршен до 2015. године, што би омогућило луци да руковати до седам милиона путника годишње.

## Пословне операције
Лука Сплит је највећа путничка лука у Хрватској и трећа по величини путничка лука на Медитерану. Луком управља Лучка управа Сплит, а примарни концесионари Трајектна Лука Сплит и Лука дд Сплит, као и једанаест секундарних концесионара дали су концесије за кориштење лучких објеката или пружање услуга у луци. Примарни концесионари управљају подручјем Градске луке Сплит и Врањичко–солинског слива, док су секундарни концесионари активни у врањичко–солинском подручју луке и терминалима са сједиштем у Каштелима. То су компаније „Далмацијацемент”, „ПРОплин”, „Бродомеркур”, „Траст”, „Техноспој”, „Дујмовача”, „Житни терминал”, ИНА и „ОМВ”. Транзит путника и возила обављају Јадролинија, „Шпедиција Крило”, „Крило–Капетан Лука” и „Сплит Екпрес”, међутим 2009. удео Јадролиније у обиму путничког саобраћаја достигао је 85%. У 2009. години укупан обим путничког саобраћаја достигао је 3.995.846 путника, што представља пад од 3,3% у односу на претходну годину. Лука опслужује осам острвских трајектних линија и девет додатних путничких бродских линија које повезују оближња острва. Такве саобраћајне везе постоје са острвима Брач и Хвар који превозе до 2000 и 1000 возила дневно током туристичке сезоне, као и са острвима Вис, Ластово, Корчула, Шолта, Дрвеник Велики и Дрвеник Мали пружајући редовне саобраћајне везе за велико подручје. У 2009. години на трајектним линијама је остварен годишњи просечни дневни саобраћај од 1698 возила. Током летње сезоне, обим се повећава на укупно 3812 возила у просеку.
Лука Сплит је 2008. године забележила укупно 16.527 упловљавања бродова, а претоварила 2,7 милиона тона терета. У 2008. години Лука дд Сплит, примарни концесионар терета Луке Сплит, забиљежила је значајан раст обима претовара. У првих девет месеци ове године компанија је обрадила 276.000 тона терета, што представља стопу раста од 20% коју је остварила та компанија. Предвиђени обим терета за целу годину процењен је на 345.000 тона, укључујући 6170 ТЕУс. Раст су дозволиле инвестиције крајем 2007. године, а повећан обим пословања донео је профит од 2,4 милиона куна (325.000 евра) у првих девет месеци 2008. Укупне лучке операције настављају да расту, пошто је до 2010. забележено 18.000 долазака. Директор лучке управе Сплит је Јошко Беркет Бакота.

## Транспортни капацитети
Лука се налази на обали Јадранског мора у заливу заштићеном сплитским полуострвом и низом острва. Његови објекти укључују терминале и друге објекте у Сплиту, Солину и Каштелима који се налазе на око 15 км обале. Лука је повезана међународном мрежом Е-путева рутама Е65 и Е71 које воде хрватски аутопут А1 и државни пут Д1. Лука је са Загребом повезана и неелектрифицираном једноколосечном пругом, која пролази кроз Книн и Карловац.
Лука се састоји од неколико терминала:
- Лука Сплит – управља јахтама, рибарским пловилима, путничким бродовима, пловилима за сигурност пловидбе, једрењацима, тегљачима, хидроавионима и трајектима. Садржи путнички терминал и железничку везу, двадесет и осам везова и прихвата пловила дужине до 250 метара са газом до 79 метара.[14]
- Путнички терминал Ресник–Дивуље – дизајниран да олакша трансфер путника до аеродрома Сплит, удаљен 950 метара. Терминал се састоји од једног лежаја за смештај пловила дужине до 40 метара са газом до 45 метара.[15]
- Врањичко–солински басен – користи се као контејнерски теретни терминал, састоји се од пет везова, осам магацина, укључујући хладњача и отворени магацин. Терминал прима бродове дужине до 198 метара са газом до 102 метара. Објекат се налази на подручју Врањица северно од града Сплита, повезан је железницом и сопственим камионским терминалом.[16] Терминал се састоји од Слободне зоне која омогућава пореске олакшице за претовар терета и прераду робе.[17] Обухвата површину 198 хектара.[18]
- Каштелански базен А – резервисан за вез бродова по упутству лучке управе[19]
- Каштелански басен Б – теретни терминал који користе секундарни концесионари (осим Луке дд Сплит), углавном за сопствене транспортне потребе, за смештај бродова газа до 82 метара.[20]
- Каштелански базен Ц – вез за лежеће пловила, дератизација, рибарске чамце и слично. Терминал прима пловила са газом до 116 метара.[21]